# Milan Massop
Milan Massop (Zevenaar, 1º dicembre 1993) è un ex calciatore olandese, di ruolo difensore.

## Caratteristiche tecniche
È un terzino sinistro.

## Carriera
Cresciuto nelle giovanili del De Graafschap, ha esordito in prima squadra il 14 novembre 2012 in un match pareggiato 1-1 contro l'MVV.

## Statistiche

### Presenze e reti nei club
Statistiche aggiornate all'8 gennaio 2018.
| Stagione             | Squadra              | Campionato           | Campionato | Campionato | Coppe nazionali | Coppe nazionali | Coppe nazionali | Coppe continentali | Coppe continentali | Coppe continentali | Altre coppe | Altre coppe | Altre coppe | Totale | Totale | Totale |
| Stagione             | Squadra              | Comp                 | Pres       | Reti       | Comp            | Pres            | Reti            | Comp               | Pres               | Reti               | Comp        | Pres        | Reti        | Pres   | Reti   |        |
| -------------------- | -------------------- | -------------------- | ---------- | ---------- | --------------- | --------------- | --------------- | ------------------ | ------------------ | ------------------ | ----------- | ----------- | ----------- | ------ | ------ | ------ |
| 2012-2013            | De Graafschap        | EED                  | 20+3       | 1          | CO              | 2               | 0               |                    | -                  | -                  |             | -           | -           | 25     | 1      |        |
| 2013-2014            | De Graafschap        | EED                  | 24+4       | 0          | CO              | 1               | 0               |                    | -                  | -                  |             | -           | -           | 29     | 0      |        |
| 2014-2015            | De Graafschap        | EED                  | 1+3        | 0          | CO              | 0               | 0               |                    | -                  | -                  |             | -           | -           | 4      | 0      |        |
| Totale De Graafschap | Totale De Graafschap | Totale De Graafschap | 55         | 1          |                 | 3               | 0               |                    | -                  | -                  |             | -           | -           | 58     | 1      |        |
| 2015-2016            | Eindhoven            | EED                  | 32+2       | 0          | CO              | 1               | 1               |                    | -                  | -                  |             | -           | -           | 35     | 1      |        |
| 2016-2017            | Excelsior            | ERE                  | 15         | 1          | CO              | 2               | 0               |                    | -                  | -                  |             | -           | -           | 17     | 1      |        |
| 2017-2018            | Excelsior            | ERE                  | 17         | 3          | CO              | 1               | 0               |                    | -                  | -                  |             | -           | -           | 19     | 3      |        |
| Totale carriera      | Totale carriera      | Totale carriera      | 121        | 5          |                 | 7               | 1               |                    | -                  | -                  |             | -           | -           | 128    | 6      |        |